# PGC 16573
PGC 16573 est une galaxie spirale barrée située dans la constellation de l'Éridan à environ 183 millions d'années-lumière de la Voie lactée.
PGC 16573 fait partie du groupe de NGC 1700 qui comprend au moins 7 galaxies. Les six autres galaxies sont NGC 1700, NGC 1729, NGC 1741, IC 399, IC 2102 et PGC 16570. Notons que NGC 1741 est en réalité une paire de galaxies constituée de PGC 16570 et de PGC 16574. 

## Groupe compact de Hickson 31
PGC 16573 est un membre du groupe compact de Hickson dont l'entrée est HCG 31C. Pour plus d'informations sur HCG 31, voir l'article NGC 1741.

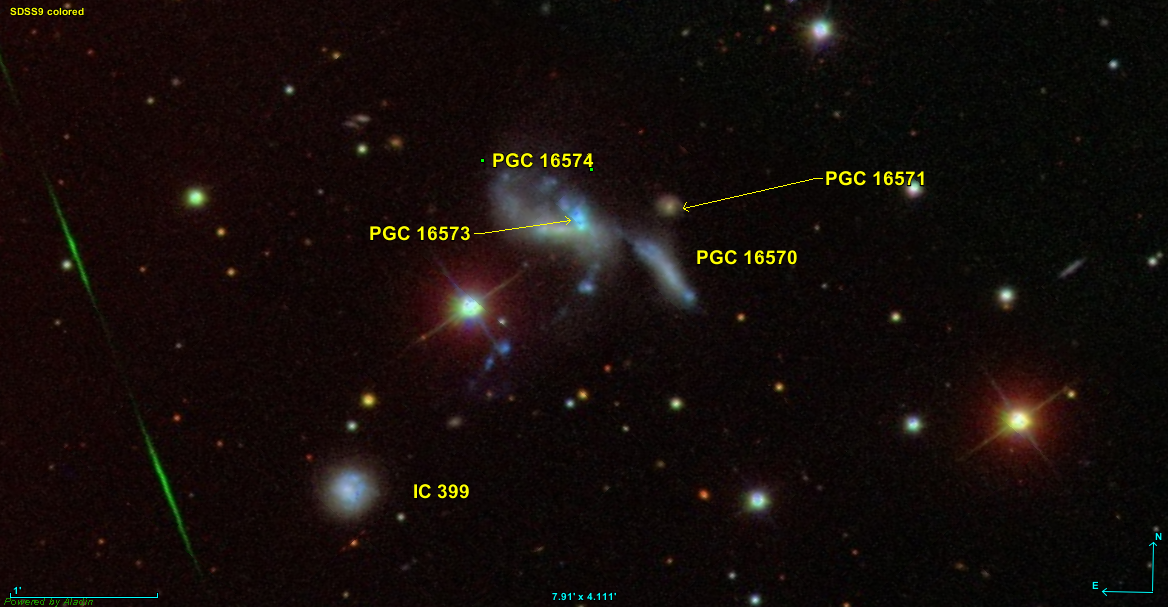
Cinq des sept galaxies du groupe compact de Hickson 31

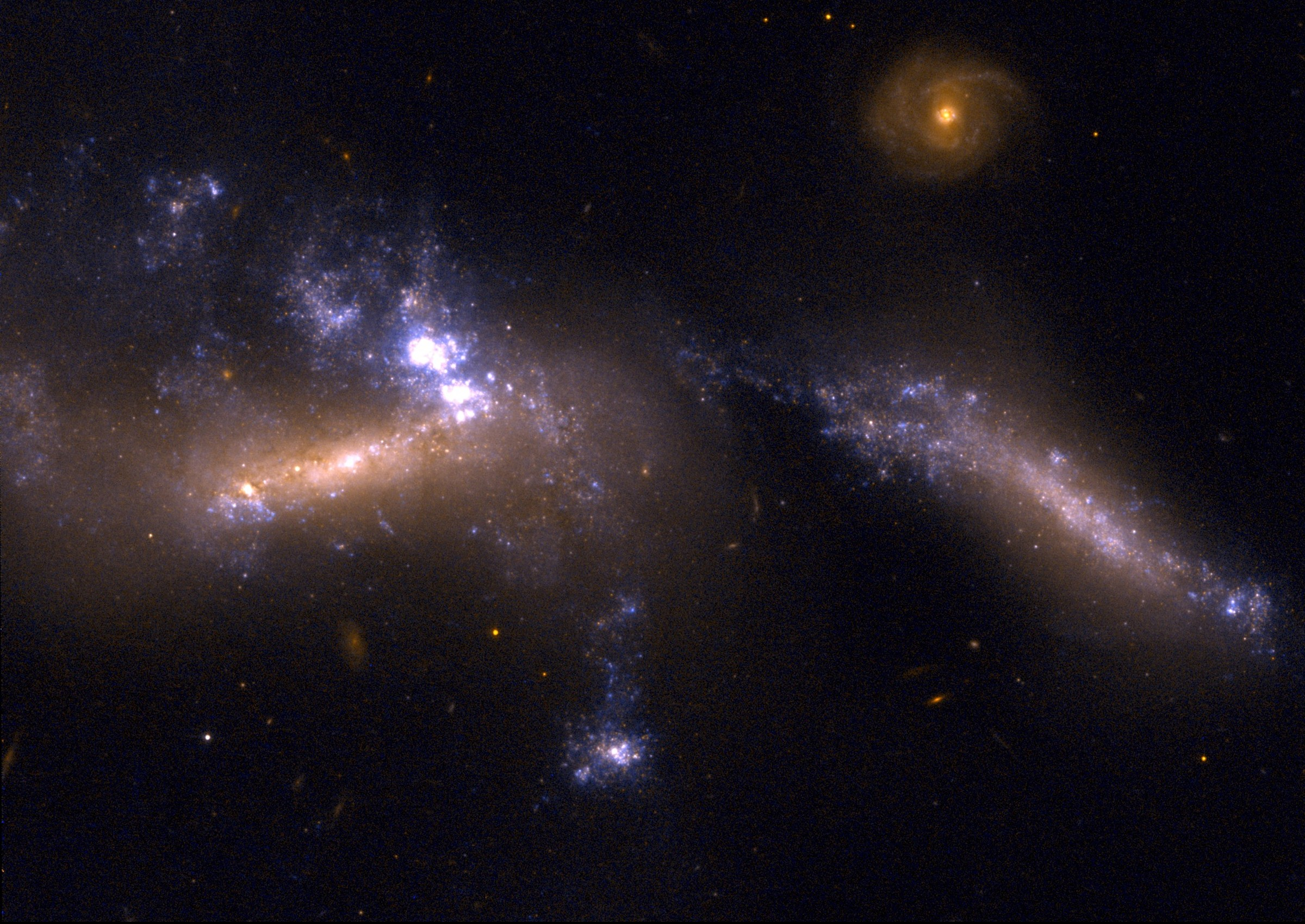
HCG 31 par le télescope spatial Hubble.